# The Tiger Lillies
The Tiger Lillies je tříčlenná skupina, která vznikla v roce 1989. Všichni členové pochází z Londýna. Koncertují po celém světě a vytvořili řadu hudebních projektů. V České republice koncertují pravidelně od doby svého vzniku.

## Styl skupiny
Styl skupiny je popisován jako temný, drsný a vášnivý, plný černého humoru a ironie 
Označován je také jako Brechtovský kabaret či cikánský kabaret, sami sebe označují za „The Criminal Castrati's Anarchic Brechtian Blues Trio“ („kriminálně kastrátské anarchistické brechtovské bluesové trio“).
The Tiger Lillies zpívají kontroverzní písně, zahrnující i témata bestiality, prostituce a rouhačství.
The Tiger Lillies byli nominováni na ocenění Grammy Award za hudební album z roku 2003 The Gorey End, na kterém spolupracovali se spisovatelem a ilustrátorem Edwardem Goreyem a skupinou Kronos Quartet.

## Členové skupiny
- Martyn Jacques – zpěv, harmonika, klavír, kytara, ukulele a banjo
- Adrian Huge - perkuse, vokály
- Adrian Stout – basa, hudební pila, theremin, vokály

## Projekty
- Shockheaded Peter, (1998), muzikál na motivy populární dětské knížky německého psychiatra Heinricha Hoffmanna Struwwelpeter (Střapatý Petr), v českém překladu vydáno jako Ježipetr. [2]

"Jde o divadelní představení s herci a loutkami podle německé knihy pohádek Heinricha Hoffmanna z poloviny devatenáctého století. Jeho pohádky se podobají naší hudbě, je v nich něco barbarského a zároveň jsou jednoduché a legrační, dávají velký prostor pro představivost. Hrajeme k tomu písničky o neposlušných dětech," vysvětloval basista Adrian Stout operační rádius kapely při návštěvě Prahy před čtyřmi lety. 
Muzikál získal v roce 2002 ocenění Laurence Oliviera za nejlepší divadelní představení.[zdroj?]
- Circa – spolupráce se kanadskou taneční skupinou Holly Body Tattoo, představení zařazené do kategorie abstraktní, experimentální folk, album vydáno 1. září 2000.

- Huinya (2005) – společné album s ruskou skupinou Leningrad (skupina). Písně původně od Tiger Lillies zde zpívá vedoucí skupiny Leningrad Sergej Šnurov v uměleckém překladu do ruštiny a Tiger Lillies zpívají písně skupiny Leningrad в angličtině. Všechny písně hrají hudebníci společně. Seznam skladeb na tomto albu:

1. "Суд" - Sud - (Judgement) (originally "The Crack of Doom") – 3:10
2. "Рвота" - Rvota - (Vomit) (originally "Fish Heads") – 2:43
3. "Хуйня" - Huinya - (Bullshit) (originally "Crap") – 2:05
4. "Водка" - Vodka – 1:06 (performed by Leningrad and The Tiger Lillies)
5. "Убийца" - Ubiytsa - (Murderer) (originally "Killer") – 3:56
6. "В ад" - V ad - (To Hell) (originally "Hell") – 2:22
7. "Сука" - Suka - (Bitch) - (originally "Bitch") – 3:13
8. "Псих" - Psikh - ("Psycho") – 1:49 (performed by The Tiger Lillies)
9. "Алкаш" - Alkash - (Alco) (originally "Swine") – 1:48
10. "Твой мир" - Tvoy mir - (Your World) - (originally "Your World") – 2:14
11. "Слюни" - Slyuni - (Drool) (originally "Dribble") – 2:30
12. "В баре" - V bare - (In the Bar) (originally "Bastard") – 3:11
13. "Наше шоу" - Nashe shou - (Our Show) (originally "The Cheapest Show") – 3:18
14. "Алкаш 2" - Alkash 2 - (Alco 2) (bonus track)" – 1:48

- Mountains Of Madness (Hory šílenství) v režii Danielle de Picciotto, představení založené na textech zakladatele moderního hororu, amerického spisovatele Howarda Phillipse Lovecrafta. Spolupracovali zde i s členem německých industrialistů Einsturzende Neubauten, basistou Alexandrem Hackem. V Praze uvedeno v Divadle Archa [4], v květnu 2007.[5] V roce 2006 vyšlo také na DVD a film se promítal na festivalu Febiofest 2006. [6]

- Cockatoo Prison - opera pro 17th Biennale of Sydney, premiéra na ostrově Sydney Harbour’s Cockatoo Island, 20. května 2010. Představuje historii vězeňství a v upoutávce je uvedeno, že “Toto představení obsahuje slova a obrazy, které mohou být stresující či pohoršující pro diváky, není vhodné pro lidi s labilní nervovou soustavou”. [7]

- Zde jsem člověkem! Here I am Human! Spolupráce The Tiger Lillies, režiséra Jiřího Havelky a irského dramatika Jocelyna Clarka, premiéra 19. září 2010 v divadle Archa,Praha. [8][9]

## Hudba ve filmu
- Plunkett & Macleane (1999) [10]
- Drunked Tailor (2007) [11]
- Nebe, peklo (2009) [12]

## Diskografie

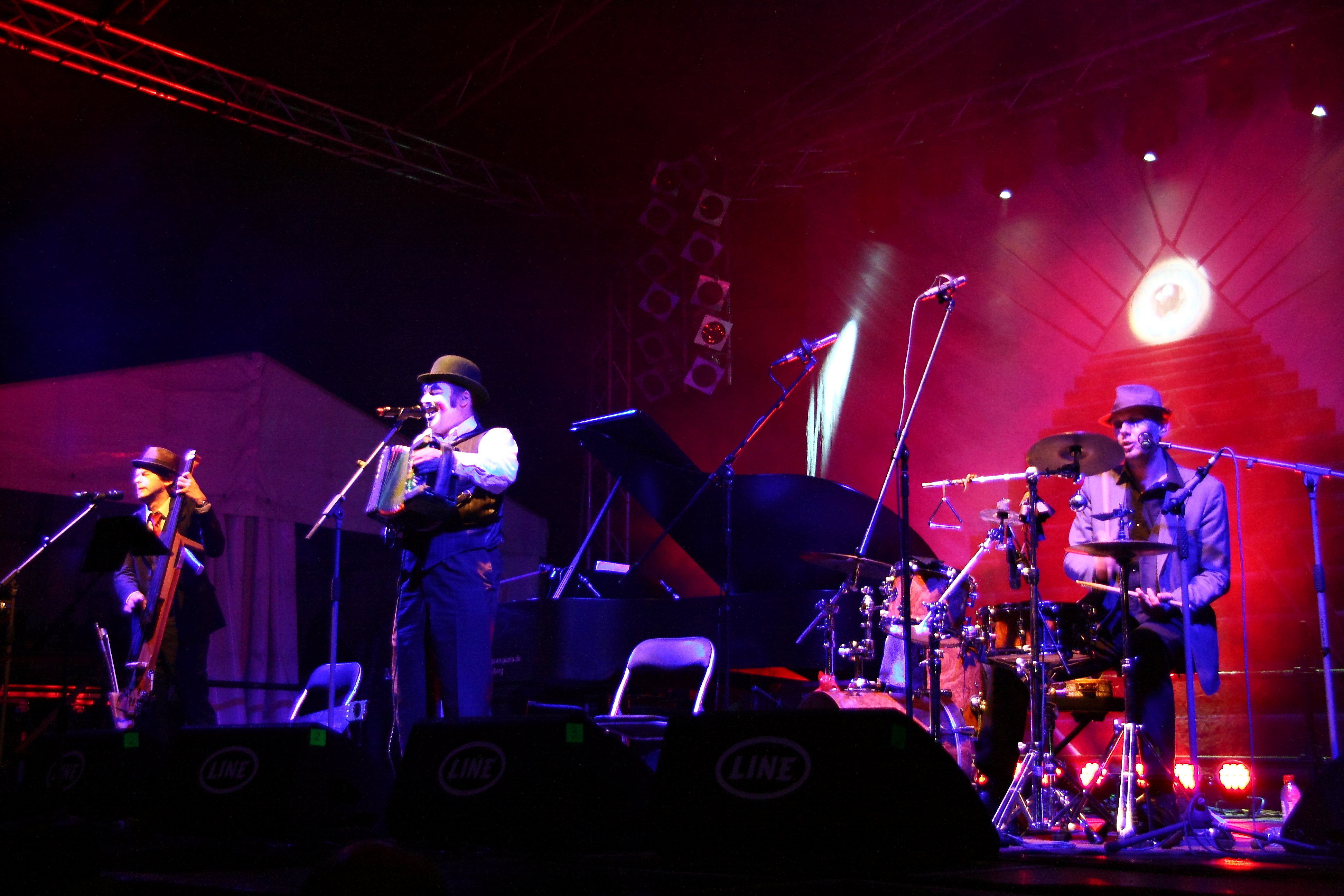
Tiger Lillies na koncertě

### Alba
- 1994 – Births Marriages and Deaths
- 1995 – Spit Bucket
- 1995 – Ad Nauseam
- 1996 – The Brothel to the Cemetery
- 1997 – Farmyard Filth
- 1998 – Low Life Lullabies
- 1998 – Shockheaded Peter
- 1999 – Bad Blood and Blasphemy
- 2000 – Circus Songs
- 2000 – Bouquet of Vegetables – The Early Years
- 2001 – 2 Penny Opera
- 2003 – The Sea
- 2003 – The Gorey End (s Kronos Quartet)
- 2003 – Live in Russia 2000–2001
- 2004 – Punch and Judy
- 2004 – Death and the Bible
- 2005 – Huinya (se skupinou Leningrad)
- 2006 – Die Weberischen
- 2006 – The Little Match Girl
- 2007 – Urine Palace
- 2007 – Live in Soho
- 2007 – Love and War
- 2008 – Seven Deadly Sins
- 2009 – Sinderella (s Justin Vivian Bond)
- 2009 – Freakshow
- 2009 – Live at the New Players Theatre – London 2009
- 2010 – Cockatoo Prison
- 2010 – Here I Am Human!
- 2011 – The Ballad of Sexual Dependency (s Nan Goldin)
- 2011 – Woyzeck
- 2012 – The Rime of the Ancient Mariner
- 2012 – Hamlet
- 2013 – Either Or
- 2014 – Lulu – A Murder Ballad
- 2014 – A Dream Turns Sour
- 2015 – The Story of Franz Biberkopf
- 2016 – Goosebumps
- 2016 – Madam Piaf
- 2016 – Love for Sale: A Hymn to Heroin

### DVD
- 2000 – Shockheaded Peter and Other Songs – Live in Concert in New York
- 2006 – Mountains of Madness (s Alexander Hacke (Einstürzende Neubauten) a kresby Danielle de Picciotto)
- 2009 – The Tiger Lillies – The Early Years
- 2011 – The Tiger Lillies Live in Prague
- 2015 - Variete